# Сиденко, Андрей Григорьевич
Андрей Григорьевич Сиденко (род. 25 октября 1984 года, Московская область) — российский педагог, учитель информатики, физики и астрономии. Победитель конкурсного отбора лучших учителей в рамках Приоритетного национального проекта «Образование» в 2012 году. Абсолютный победитель конкурса «Учитель года Подмосковья 2012». Абсолютный победитель конкурса «Учитель года России» (2013 г.).
В 2015 году вошёл (единственным из россиян) в топ-10 самых влиятельных педагогов мира по версии учительского сообщества США Connect Learning Today.

## Биография
- 2002—2007 гг. — (МГОУ), физико-математический факультет, специальность физика и информатика.
- 2005—2007 гг. — старший лаборант кафедры «Теория и методика преподавания физики»
- 2006 - 2011 гг. - учитель информатики, инженер в МБОУ Гимназия №16 (г. Мытищи, Московская область)
- 2007—2019 гг. — учитель информатики в МБОУ СОШ № 29 (д. Беляниново, Мытищинский район, Московская область).
- 2009—2015 гг. — учитель информатики в МБОУ СОШ № 10 (г. Мытищи, Московская область).
- 2010—2014 гг. — аспирантура (МГОУ), кафедра «Вычислительной математики и методики преподавания информатики».
- 2013—2013 гг. — магистратура (МГГУ им. М. А. Шолохова)
- 2015 - 2017 гг. -учитель информатики в ГБОУ школа № 283, г. Москва